# Regnträd
Regnträd (Albizia saman) är en ärtväxtart som först beskrevs av Nikolaus Joseph von Jacquin, och fick sitt nu gällande namn av Elmer Drew Merrill. Regnträdet ingår i albiziasläktet som ingår i familjen ärtväxter. Inga underarter finns listade i Catalogue of Life.
Trädets ursprungliga utbredningsområde sträcker sig från Mexiko över Centralamerika till Colombia och Venezuela. Regnträdet har introducerats i flera andra områden över hela världen.
Arten när vanligen en höjd av 25 till 35 meter och några exemplar blir cirka 50 meter höga. Beroende på klimatet i utbredningsområdet är arten lövfällande eller städsegrön. Allmänt behöver regnträdet en temperatur mellan 20 och 38 °C och en årsnederbörd mellan 600 och 2 500 mm. Regnträdet hittas i låglandet och i låga bergstrakter upp till 1100 meter över havet. Det ingår ofta i skogar men växer även som ensamt stående träd (solitär) eller planteras som prydnadsväxt i trädgårdar.
Blomningen sker under våren eller tidiga sommaren beroende på utbredning.

## Bildgalleri

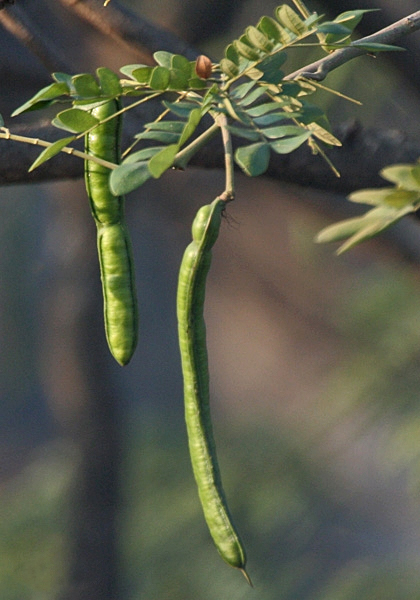
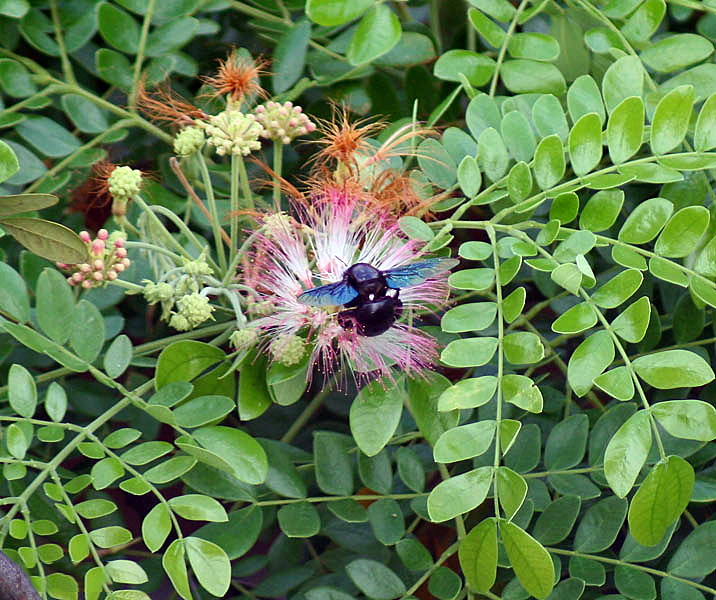
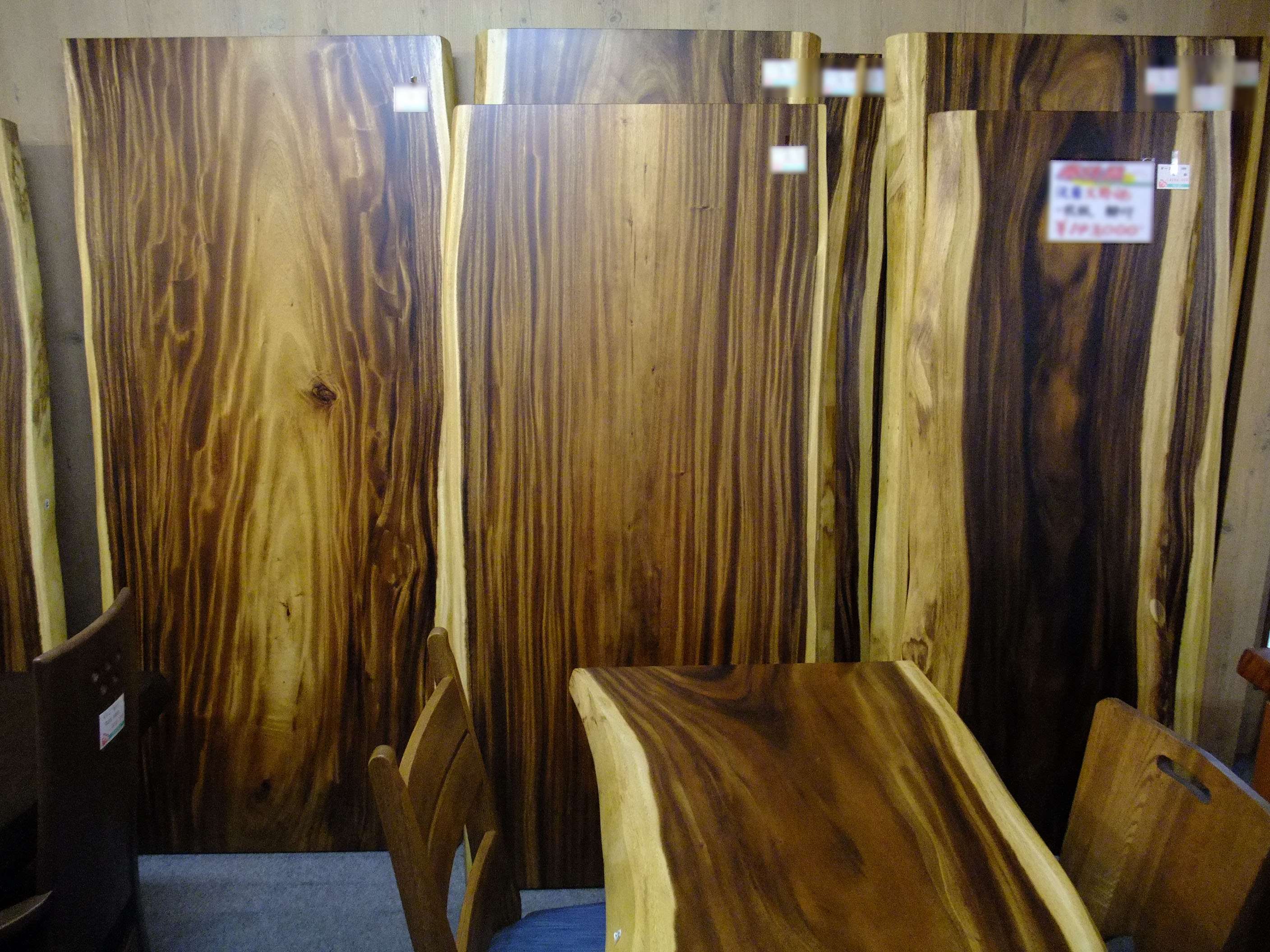
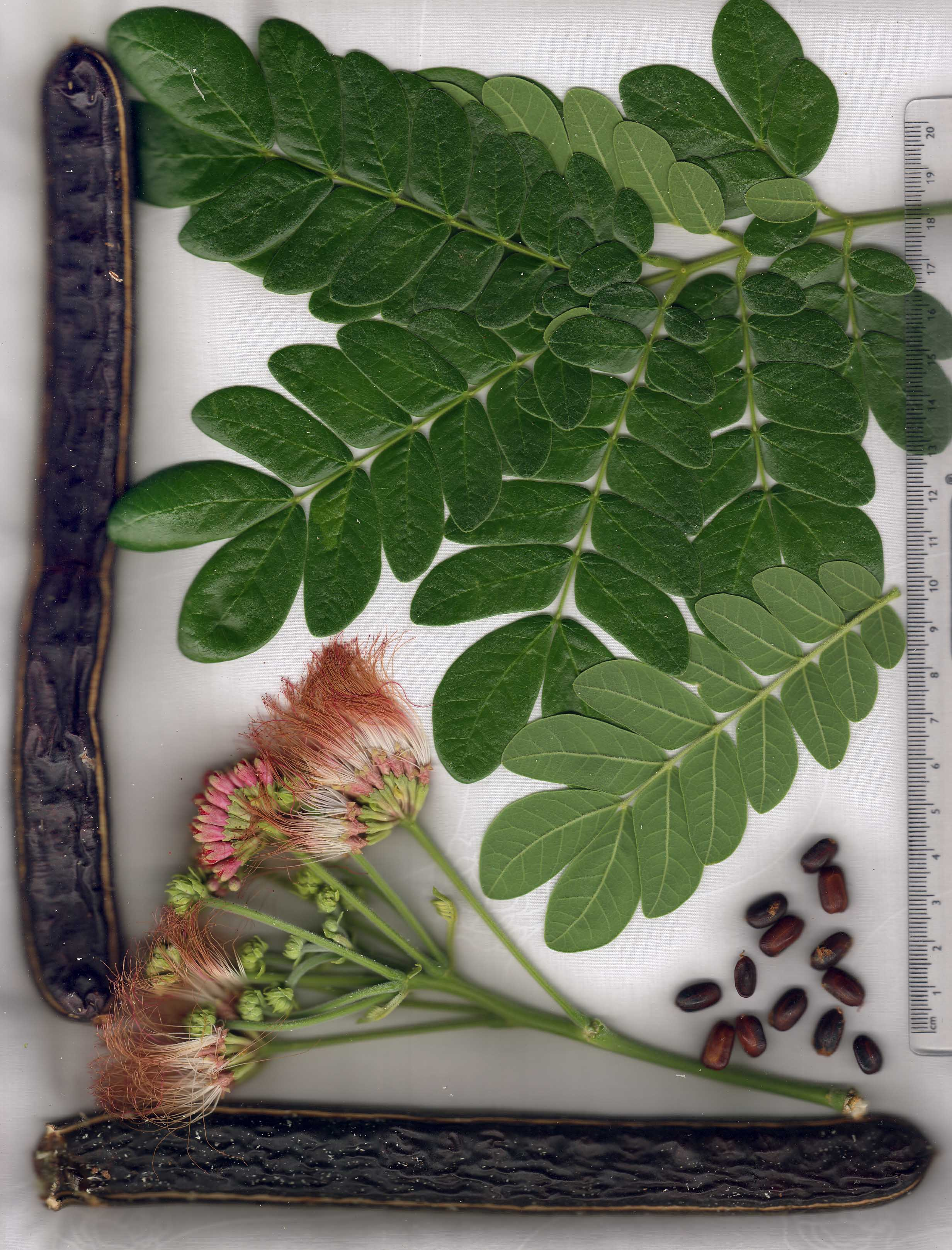
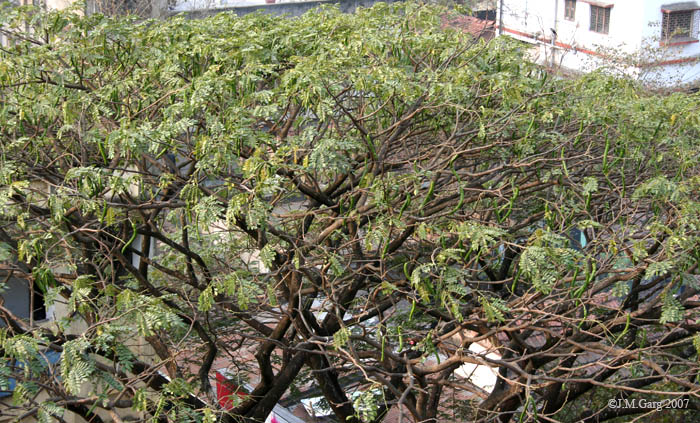